# California Hôtel
Ne doit pas être confondu avec Hotel California.
Pour plus de détails, voir Fiche technique et Distribution.
California Hôtel (titre original : California Suite) est un film américain réalisé par Herbert Ross, sorti en 1978.

## Synopsis
Cinq couples de milieu et de culture différent séjournent dans un luxueux hôtel californien. Chacun vit une aventure, souvent amusante, et se confronte à sa propre histoire conjugale ou sociale.

## Fiche technique
- Titre français : California Hôtel
- Titre original : California Suite
- Réalisation : Herbert Ross
- Scénario : Neil Simon
- Musique : Claude Bolling
- Photographie : David M. Walsh
- Montage : Michael A. Stevenson
- Production : Ray Stark & Ronald L. Schwary
- Société de production : Rastar Films
- Société de distribution : Columbia Pictures
- Pays :  États-Unis
- Langue : Anglais
- Format : Couleur - Mono - 35 mm - 1.85:1
- Genre : Comédie dramatique
- Durée : 98 minutes
- Affiche : Bill Gold (États-Unis, Italie)

## Distribution
- Jane Fonda (VF : Béatrice Delfe[1]) : Hannah Warren
- Alan Alda (VF : Roland Ménard) : Bill Warren
- Michael Caine (VF : Francis Lax) : Sidney Cochran
- Maggie Smith (VF : Jacqueline Porel) : Diana Barrie
- Richard Pryor (VF : Emmanuel Gomès Dekset) : Dr Chauncey Gump
- Bill Cosby (VF : Daniel Kamwa) : Dr Willis Panama
- Walter Matthau (VF : Jacques Deschamps) : Marvin Michaels
- Gloria Gifford (VF : Marie-Christine Darah) : Lola Gump
- Elaine May (VF : Francine Lainé) : Millie Michaels
- Sheila Frazier : Bettina Panama
- Herb Edelman (VF : Claude Bertrand) : Harry Michaels
- Denise Galik : Bunny
- Dana Plato (VF : Sylviane Margollé) : Jenny

## Récompenses et distinctions
- Oscar de la meilleure actrice dans un second rôle pour Maggie Smith